# Блате
Блате (словен. Blate) — поселення в общині Рибниця, регіон Південно-Східна Словенія, Словенія.